# Breakfast Club (album)
| Recensione | Giudizio |
| ---------- | -------- |
| AllMusic   | [ 1 ]    |
| Discogs    | [ 2 ]    |

Breakfast Club è l'unico album prodotto dal gruppo musicale statunitense Breakfast Club, pubblicato nel 1987 da MCA.

## Il disco
Breakfast Club è l'unico album pubblicato dal gruppo. Il disco contiene pezzi scritti e composti proprio dai due ex boyfriend di Madonna: Dan Gilroy e Stephen Bray (eccettuata la cover di Expressway to Your Heart), molti dei quali pubblicati come singoli.

## Tracce
Lato A
1. Never Be the Same – 4:02 (Dan Gilroy, Stephen Bray)
2. Right on Track (feat. non accreditata Jocelyn Brown) – 4:16 (Dan Gilroy, Stephen Bray)
3. Kiss and Tell – 4:22 (Dan Gilroy)
4. Always Be Like This – 3:42 (Dan Gilroy, Stephen Bray)
5. Rico Mambo – 4:26 (Dan Gilroy)

Lato B
1. Expressway to Your Heart – 4:10 (Kenneth Gamble, Leon Huff)
2. Specialty – 4:24 (Dan Gilroy, Stephen Bray)
3. Standout – 3:57 (Dan Gilroy, Stephen Bray)
4. Tongue Tied – 4:23 (Dan Gilroy, Stephen Bray)

Durata totale: 37:42